# 布德基 (蘇梅區)
51°14′1″N 34°19′56″E / 51.23361°N 34.33222°E
布德基（烏克蘭語：Будки）是位於烏克蘭東北部的村莊，由蘇梅州蘇梅區的比洛皮利亞市鎮負責管轄。該村分別距離霍利希夫斯凯和伊斯克里斯基夫希納1.5公里，海拔高度161米，2001年人口62。